# Luppi
Luppi är en ö i Finland. Den ligger i Finska viken och i kommunen Kotka i den ekonomiska regionen  Kotka-Fredrikshamn i landskapet Kymmenedalen, i den södra delen av landet. Ön ligger omkring 26 kilometer söder om Kotka och omkring 110 kilometer öster om Helsingfors.
Öns area är 3,2 hektar och dess största längd är 290 meter i nord-sydlig riktning. Ön höjer sig omkring 10 meter över havsytan.